# Акопян, Сурен Петрович
Сурен Петрович Акопян (арм. Սուրեն Պետրոսի Հակոբյան; сентябрь 1898, Карс, Карсский округ, Карсская область, Российская империя — 20 июня 1938, полигон «Коммунарка», Московская область, РСФСР, СССР) — советский партийный и государственный деятель. Первый секретарь Удмуртского обкома ВКП(б) (1933—1934). Избирался делегатом XVII съезда ВКП(б). В 1938 году был репрессирован, проходил по делу «Литературной группы».

## Биография
Родился в семье телеграфиста. По национальности армянин. Окончил семинарию Нерсисян в Тифлисе. Член РСДРП с октября 1916 г. С апреля 1917 г. штатный агитатор железно-дорожной партийной организаций на станциях Сандар и Каракилис Карской железной дороги. С июня 1917 г. штатный парторганизатор-агитатор в Александрополе и Карсе. С января 1918 г. ответственный агитатор и организатор 3-го Санаинского подпольного райкома РКП(б) в Тифлисе. С августа 1920 г. инструктор Народного комиссариата по делам национальностей РСФСР. С ноября 1920 г. заместитель заведующего и заведующий сектором отдела международных связей ИККИ Коминтерна. В апреле-октябре 1921 г. слушатель Коммунистического университета трудящихся Востока. С октября 1921 г. партийный организатор, заведующий отдела агитации и пропаганды райкома, заместитель заведующего организационным отделом Рогожско-Симоновского райкома ВКП(б). С сентября 1924 г. ответственный инструктор Московского областного комитета ВКП(б). С февраля 1926 г. секретарь Серпуховского уездного комитета ВКП(б) в Серпухове Московской области. С июня 1928 г. заместитель заведующего организационно-распорядительным отделом МК ВКП(б). С января 1929 г. ответственный инструктор ЦК ВКП(б). В феврале-июне 1930 г. заведующий отделом кадров Московского областного комитета ВКП(б). С июня 1930 по февраль 1933 г. слушатель экономического отделения Института красной профессуры, после окончания которого с 26 февраля 1933 г. по 20 декабря 1934 г. был 1-м Первым секретарём Областного комитета ВКП(б) Удмуртской автономной области. Находясь на этом посту, он поднимает тяжелую промышленность. В Ижевске и по сей день исправно работает прокатный стан-блюминг, пущенный досрочно Акопяном в декабре 1934 г. То был пятый по счету блюминг в СССР. Избирался делегатом XVII съезда ВКП(б), который проходил в Москве с 26 января по 10 февраля 1934 г. Товарищ Акопян от Удмуртии принимает участие в разработке второй сталинской пятилетки, принятой высшим партийным органом страны. Затем его выдвигают во вторые секретари Кировского крайкома ВКП(б), образованного слиянием Горьковского и Кировского краевых комитетов партии в декабре 1934 г. С 14 декабря 1934 г. по 5 февраля 1937 г. 2-й секретарь Кировского крайкома ВКП(б). С апреля 1937 г. ответственный инструктор ЦК ВКП(б) в Москве. Арестован 11 декабря 1937 г. Решением Красногвардейского райкома ВКП(б) г. Москвы 2 февраля 1938 г. исключен из ВКП(б). Политбюро ЦК ВКП(б) 10 июня 1938 г. по списку санкционировало применение высшей меры наказания. Военной коллегией Верховного Суда СССР 20 июня 1938 г. по обвинению в диверсионно-террористической деятельности и участии в антисоветской террористической организации приговорен по статьям 58-8, 58-7, 58-11 Уголовного кодекса РСФСР к расстрелу, в тот же день расстрелян в Москве. Захоронен на подмосковном полигоне «Коммунарка». В ЗАГС сообщено, что Акопян умер, отбывая наказание, 14 августа 1939 г. Реабилитирован определением Военной коллегии Верховного Суда 1 декабря 1954 г. Восстановлен в КПСС решением Комиссии партийного контроля при ЦК КПСС 15 января 1956 г.